# Ginástica artística nos Jogos Olímpicos de Verão de 2004 - Solo feminino
A final feminina do solo da ginástica artística nos Jogos Olímpicos de Verão de 2004 foi realizada no Olympic Indoor Hall de Atenas, em 23 de agosto. A final contou com a participação de oito atletas de sete países diferentes, como destaque para as romenas Catalina Ponor e Nicoleta Sofronie, ouro e prata, respectivamente, e a espanhola Patricia Moreno que conquistou a medalha de bronze.

## Medalhistas
| Ouro   | ROU Cătălina Ponor            |
| Prata  | ROU Nicoleta Daniela Şofronie |
| Bronze | ESP Patricia Moreno           |

## Atletas classificadas
As atletas que disputariam a final do aparelho solo nos Jogos Olímpicos de Atenas (2004) foram conhecidas no dia 15 de agosto daquele ano, na etapa classificatória da modalidade. As ginastas que obtivessem as oito maiores pontuações passariam automaticamente para a final, salvo se três atletas do mesmo país conseguissem score suficiente para a qualificação: apenas as duas melhores daquela nação passariam para a fase seguinte, segundo regras da Federação Internacional da Ginástica.
- ROU Cătălina Ponor
- CHN Cheng Fei
- BRA Daiane dos Santos
- ESP Patricia Moreno
- CAN Kate Richardson
- UKR Alina Kozich
- ROU Oana Ban
- USA Mohini Bhardwaj

## Resultados
| Pos.              | Ginasta                       | Nota A | Pen. | Total |
| ----------------- | ----------------------------- | ------ | ---- | ----- |
| Medalha de ouro   | ROU Cătălina Ponor            | 10.00  |      | 9.750 |
| Medalha de prata  | ROU Nicoleta Daniela Şofronie | 9.900  |      | 9.562 |
| Medalha de bronze | ESP Patricia Moreno           | 10.00  |      | 9.487 |
| 4                 | CHN Cheng Fei                 | 9.900  | 0.10 | 9.412 |
| 5                 | BRA Daiane dos Santos         | 10.00  | 0.10 | 9.375 |
| 6                 | USA Mohini Bhardwaj           | 9.900  |      | 9.312 |
| 7                 | CAN Kate Richardson           | 9.700  |      | 9.312 |
| 8                 | UKR Alina Kozich              | 9.500  | 0.10 | 8.500 |